# آلیارتوس
آلیارتوس (به لاتین: Aliartos) یک شهرک در یونان است که در Aliartos Municipality واقع شده‌است.